# Kudo Kohei
Kohei Kudo (工藤 浩平 (Công-Đằng Hạo-Bình) Kudo Kohei, sinh ngày 28 tháng 8 năm 1984 ở Ichihara, Chiba) là một cầu thủ bóng đá người Nhật Bản hiện tại thi đấu cho Matsumoto Yamaga.
Anh từng là thành viên của đội tuyển U-17 quốc gia Nhật Bản tham dự Giải vô địch bóng đá U-17 thế giới 2001 tổ chức ở Trinidad và Tobago.

## Thống kê sự nghiệp câu lạc bộ
Cập nhật đến ngày 23 tháng 2 năm 2018.
| Thành tích câu lạc bộ | Thành tích câu lạc bộ     | Thành tích câu lạc bộ | Giải vô địch | Giải vô địch | Cúp                   | Cúp                   | Cúp Liên đoàn | Cúp Liên đoàn | Khác    | Khác      | Tổng cộng | Tổng cộng |
| Mùa giải              | Câu lạc bộ                | Giải vô địch          | Số trận      | Bàn thắng    | Số trận               | Bàn thắng             | Số trận       | Bàn thắng     | Số trận | Bàn thắng | Số trận   | Bàn thắng |
| Nhật Bản              | Nhật Bản                  | Nhật Bản              | Giải vô địch | Giải vô địch | Cúp Hoàng đế Nhật Bản | Cúp Hoàng đế Nhật Bản | J. League Cup | J. League Cup | Khác1   | Khác1     | Tổng cộng | Tổng cộng |
| --------------------- | ------------------------- | --------------------- | ------------ | ------------ | --------------------- | --------------------- | ------------- | ------------- | ------- | --------- | --------- | --------- |
| 2003                  | JEF United Ichihara       | J1 League             | 2            | 0            | 0                     | 0                     | 1             | 0             | -       | -         | 3         | 0         |
| 2004                  | JEF United Ichihara       | J1 League             | 12           | 1            | 0                     | 0                     | 5             | 1             | -       | -         | 17        | 2         |
| 2005                  | JEF United Ichihara Chiba | J1 League             | 24           | 0            | 1                     | 1                     | 8             | 1             | -       | -         | 33        | 2         |
| 2006                  | JEF United Ichihara Chiba | J1 League             | 10           | 0            | 1                     | 0                     | 3             | 0             | 2       | 0         | 16        | 0         |
| 2007                  | JEF United Ichihara Chiba | J1 League             | 33           | 4            | 1                     | 0                     | 5             | 3             | -       | -         | 39        | 7         |
| 2008                  | JEF United Ichihara Chiba | J1 League             | 32           | 2            | 1                     | 0                     | 7             | 0             | -       | -         | 40        | 2         |
| 2009                  | JEF United Ichihara Chiba | J1 League             | 32           | 3            | 3                     | 1                     | 6             | 0             | -       | -         | 41        | 4         |
| 2010                  | JEF United Ichihara Chiba | J2 League             | 35           | 2            | 2                     | 0                     | -             | -             | -       | -         | 37        | 2         |
| 2011                  | Kyoto Sanga               | J2 League             | 11           | 3            | 6                     | 1                     | -             | -             | -       | -         | 17        | 4         |
| 2012                  | Kyoto Sanga               | J2 League             | 42           | 4            | 2                     | 1                     | -             | -             | 1       | 0         | 45        | 5         |
| 2013                  | Kyoto Sanga               | J2 League             | 38           | 2            | 2                     | 2                     | -             | -             | 2       | 0         | 42        | 4         |
| 2014                  | Kyoto Sanga               | J2 League             | 39           | 0            | 2                     | 0                     | -             | -             | -       | -         | 41        | 0         |
| 2015                  | Sanfrecce Hiroshima       | J1 League             | 1            | 0            | -                     | -                     | 5             | 0             | -       | -         | 6         | 0         |
| 2015                  | Matsumoto Yamaga          | J1 League             | 15           | 1            | 4                     | 0                     | -             | -             | -       | -         | 19        | 1         |
| 2016                  | Matsumoto Yamaga          | J2 League             | 42           | 11           | 1                     | 0                     | –             | –             | –       | –         | 43        | 11        |
| 2017                  | Matsumoto Yamaga          | J2 League             | 41           | 8            | 0                     | 0                     | –             | –             | –       | –         | 41        | 8         |
| Tổng                  | Tổng                      | Tổng                  | 409          | 41           | 26                    | 6                     | 40            | 5             | 5       | 0         | 480       | 52        |

1Bao gồm A3 Vô địch Cup and Promotion Playoffs to J1.

## Danh hiệu và giải thưởng
JEF United Chiba
- Vô địch J. League Cup: 2005, 2006

## Sự nghiệp đội tuyển trẻ quốc gia
- Giải vô địch bóng đá U-16 châu Á: 2000
- Giải vô địch bóng đá U-17 thế giới: 2001
- Giải vô địch bóng đá trẻ châu Á: 2002